# Attenuizomus mainae
Attenuizomus mainae är en spindeldjursart som först beskrevs av Harvey 1992.  Attenuizomus mainae ingår i släktet Attenuizomus och familjen Hubbardiidae. Inga underarter finns listade.